# Comandău, Covasna
Comandău (în maghiară Komandó, în germană Grenzkommando) este satul de reședință al comunei cu același nume din județul Covasna, Transilvania, România. Se află în partea de sud-est a județului, în Depresiunea Comandău.

## Infrastructură
Localitatea este punctul terminus al căii ferate Covasna–Comandău, care a fost dată în folosință în anul 1898.